# Dactylolabis subdilatata
Dactylolabis subdilatata là một loài ruồi trong họ Limoniidae. Chúng phân bố ở miền Cổ bắc.